# ホンダ・エディックス
エディックス（Edix）は、本田技研工業がかつて生産・販売していたトールワゴン型の乗用車である。

## 概要
7代目シビック（EU型）をベースにした6人乗りの2列シートミニバンである。「3by2」という3席2列の全座席独立シートとなっており、シートは6席とも独立していて、全席リクライニングでき、前3席と後席中央はスライドできる。前席中央・後席中央は大きく後退できるようになっていて、それぞれを実質1.5列目、2.5列目といえる位置に配置することによって前後それぞれの左右席との乗員の体の干渉を防いでいる。さらに、前中央席を最大限後方にスライドさせることによって助手席・中央席両用の大型エアバッグの干渉を回避し、前中央席にほとんどすべてのチャイルドシートを安全に取り付けることを可能にしている。また、ルームミラーの位置は運転席側にオフセットさせるなど、前席に3人乗った状態でも運転しやすいように工夫がされている。
同クラスのストリーム（初代）と比べ、全長は200mm以上短い4,285mm（ベースとなったシビックと同じ）で、車幅は1,795mmと広く、3ナンバーとなる。エンジンは当初D17A型とK20A型の2種類だったが、後にK24A型が追加され、同時にD17A型が廃止された。トランスミッションは全車ATのみの設定、2.0LのFF車と2.4Lが5速で、2.0L 4WD車及び1.7Lモデルは4速となっている。
欧州向けには「Honda FR-V」という名称で日本から輸出され、本革シートの設定もある。また、欧州市場の需要にあわせて日本国内仕様にはない6速MTや、N22A 2.2L i-CTDi ディーゼルエンジンを積んだモデルが用意され、マイナーチェンジによって、R18A 1.8L i-VTEC を積んだモデルも用意されていた。
2004年以降箱根駅伝の運営車両協力にホンダが名を連ねており、2005年は運営管理車に使用された。

## 初代 BE1/2/3/4/8型（2004-2009年）

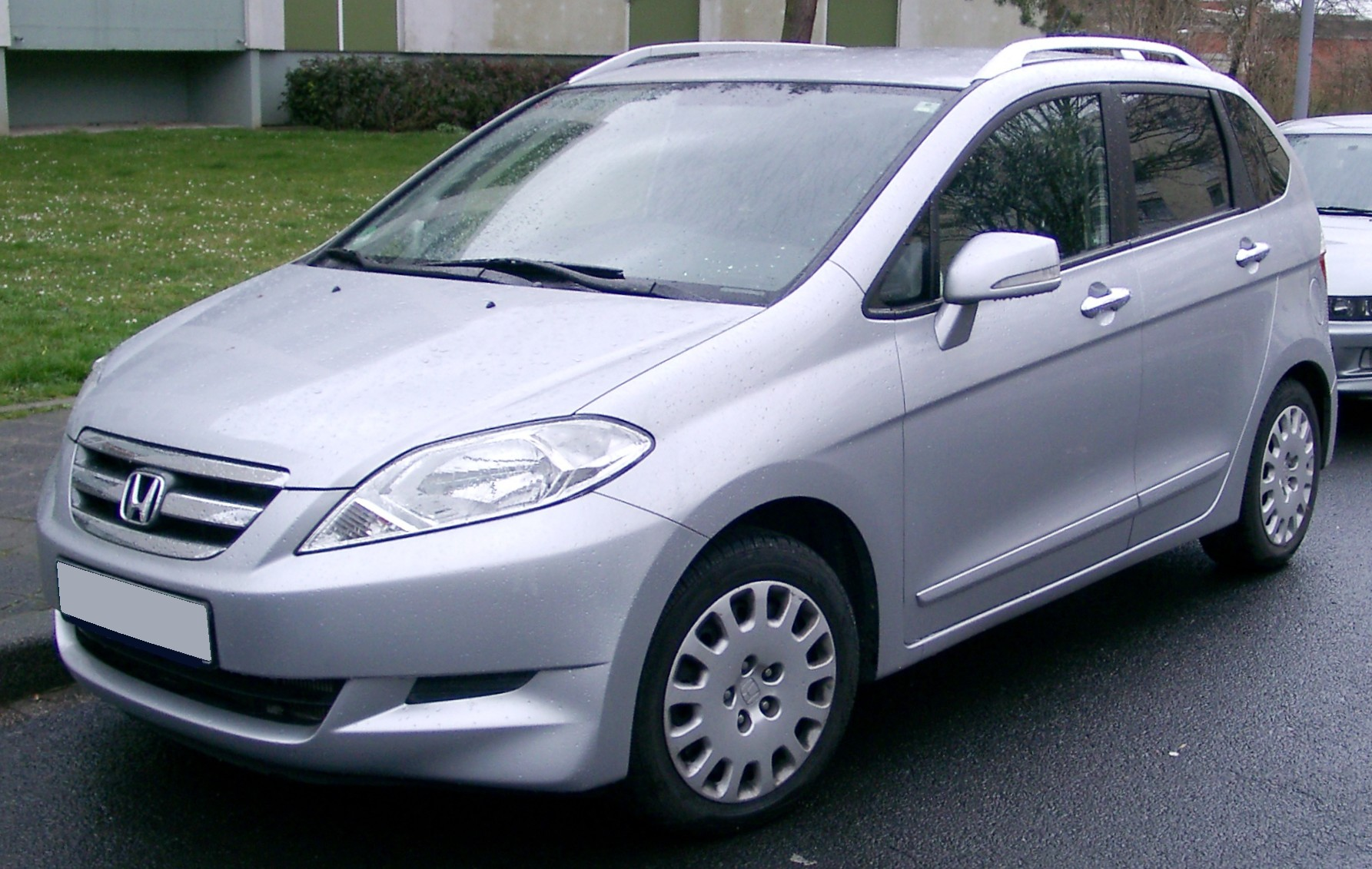
FR-V（欧州仕様車）
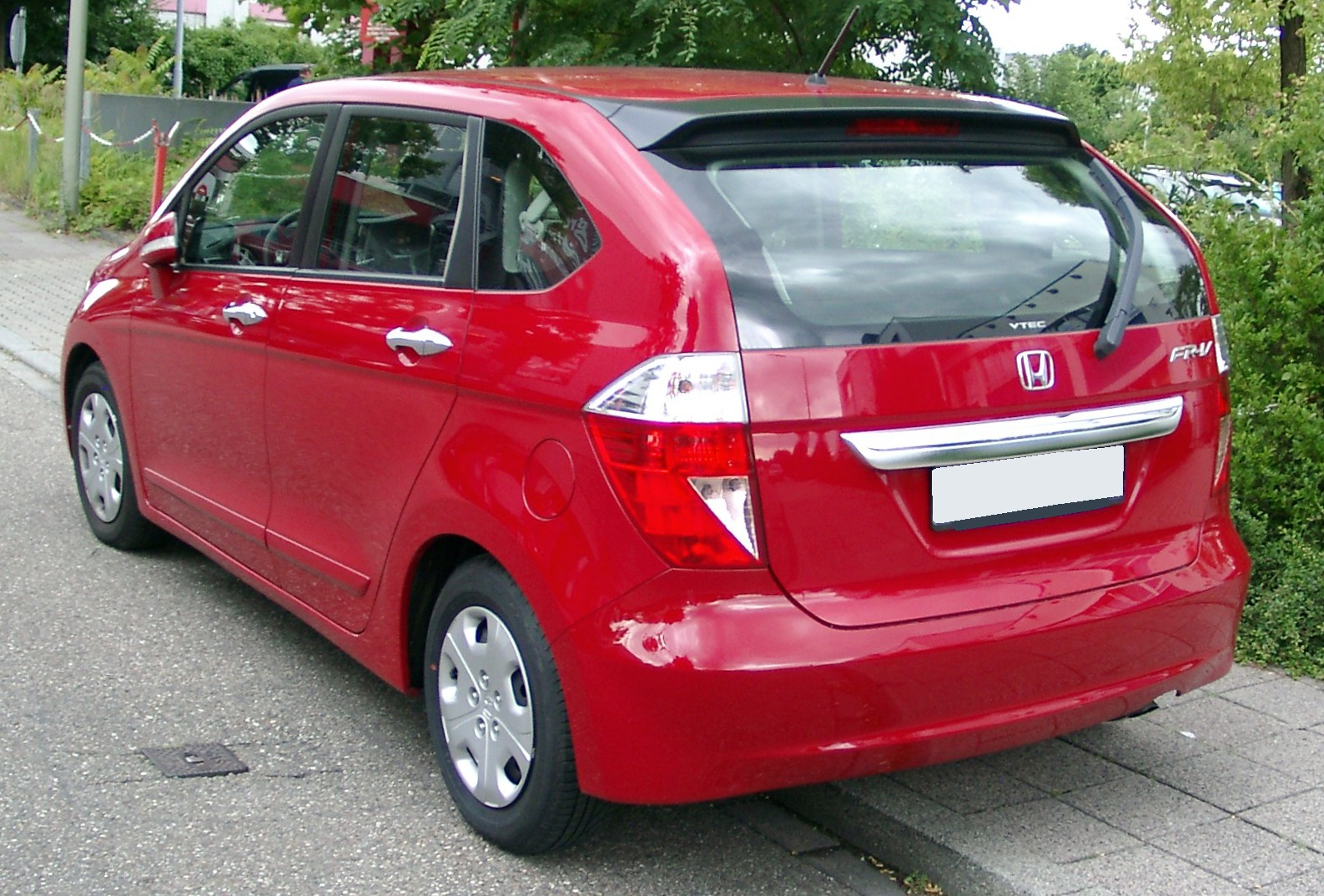
リア

2004年7月7日
モデルを発表（発売は翌7月8日）。
2005年9月1日
特別仕様車「HDDナビ エディション」が発売される。
2005年12月8日
マイナーチェンジ。ディスチャージヘッドライト（HID）、フォグライト、カラードテールゲートスポイラーおよび本革巻ステアリングホイールを装備した「Sパッケージ」が追加設定され、特別仕様車の「HDDナビ エディション」を継続販売される。
2006年11月30日
マイナーチェンジ。D17A型が廃止され、新たに追加されたK24A型と既存のK20A型の2種類となった。ローダウンサスペンションを採用する2.4Lモデルを筆頭に、全般的にスポーティ色が強められた。
2007年12月6日
「20X」「20X 4WD」をベースとした特別仕様車「スタイル エディション」を発売。
2009年8月
エディックス・FR-Vともに販売を終了。
- FR-V（欧州仕様車）
- リア

## 販売
前列3人掛けシートと言う画期的な設計のコンセプトだったが、前期型では17Xが1.7Lという異例の中途半端な排気量であったこと、3×2というコンセプトが日本人の生活スタイルには合わなかったこと、さらに後期型では2.0L、2.4Lと重量税、自動車税が割高になってしまうこともあり、ユーザーには受け入れられず、販売は低迷し結果的に1代限りのモデルとなった。

## 車名の由来
「EDIT」（編集）、「SIX」（6）からの造語。6人乗りで様々なスタイルを編集して楽しめる車との願いを込めて名付けられた。